# Ligustrum robustum
Troène robuste, Troène de Ceylan, Privet
Espèce
Ligustrum robustum, le Troène robuste, aussi communément appelé Troène de Ceylan ou Privet, est une espèce de plantes à fleurs de la famille des Oleaceae et du genre Ligustrum.
Le Troène robuste a été introduit à La Réunion pour faire des haies dans les années 1950, et il est devenu envahissant (comme à l'Île Maurice) dans des zones d’altitude comme à Cilaos. Ligustrum robustum figure dans la liste des « cent pires espèces envahissantes du monde ».

## Liste des taxons de rang inférieur
Liste des sous-espèces selon GBIF (23 juin 2021) :
- Ligustrum robustum subsp. perrottetii (A.DC.) de Juana
- Ligustrum robustum subsp. robustum
- Ligustrum robustum subsp. walkeri (Decne.) P.S.Green

## Systématique
L'espèce a été initialement classée dans le genre Phillyrea sous le basionyme Phillyrea robusta Roxb..
Elle se nomme en français « Troène robuste » ou « Privet ».
Ligustrum robustum a pour synonymes :
- Olea robusta (Roxb.) Sweet
- Olea robusta (Roxb.) Wall., 1831
- Phillyrea robusta Roxb.
- Visiania robusta (Roxb.) DC.

## Étymologie
Le nom du genre « ligustrum » vient du latin ligare (« lier ») car les rameaux flexibles sont utilisés pour faire des cordes.

## Description

### Appareil végétatif
Ligustrum robustum est un arbuste d'environ 5 m de haut ou un petit arbre atteignant 10 m, bien qu'on ait observé des spécimens vieux de plus de cent ans et d'une hauteur de 15 m. Les feuilles simples et entières ont des pétioles courts.

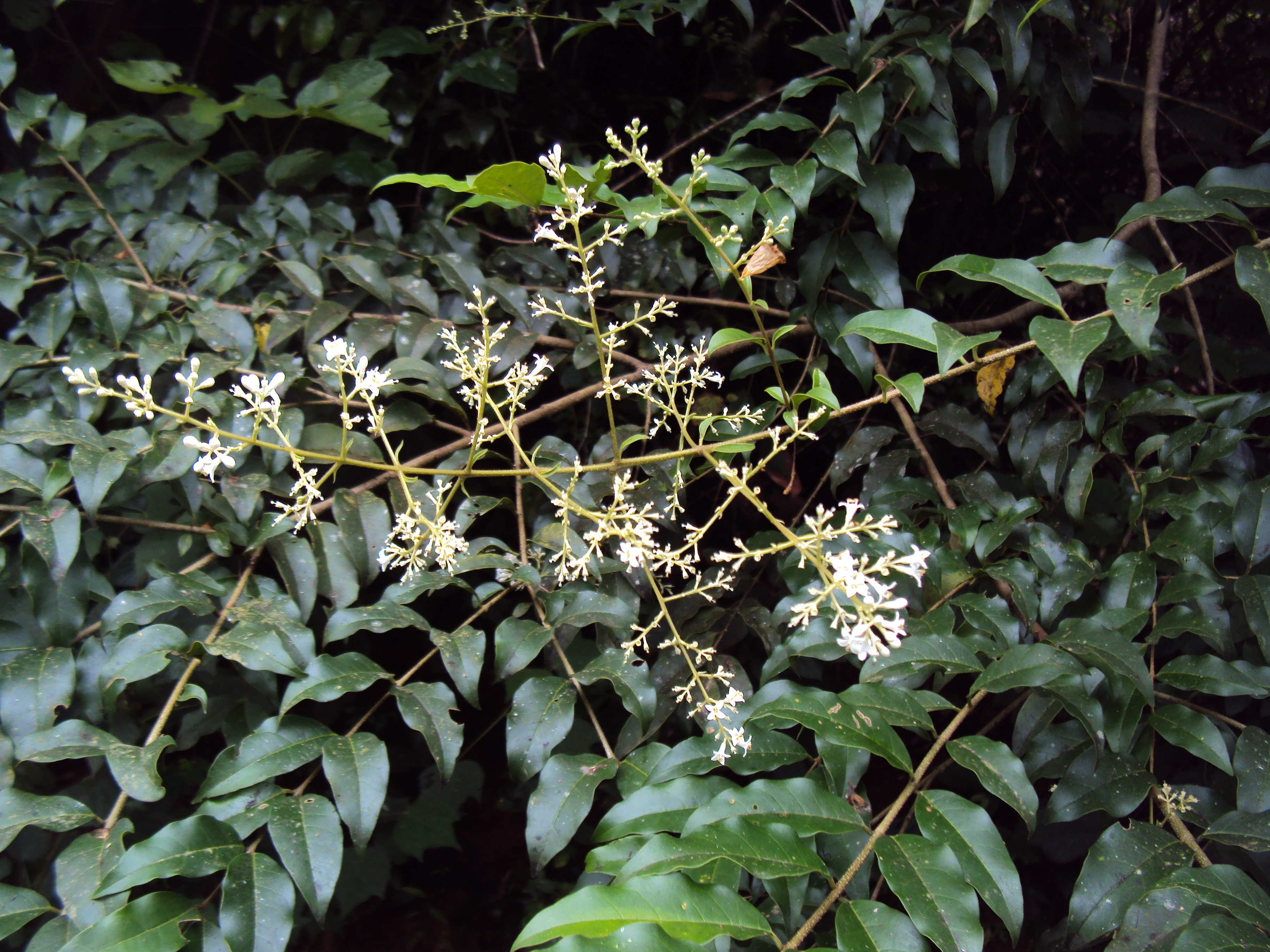
Branches.
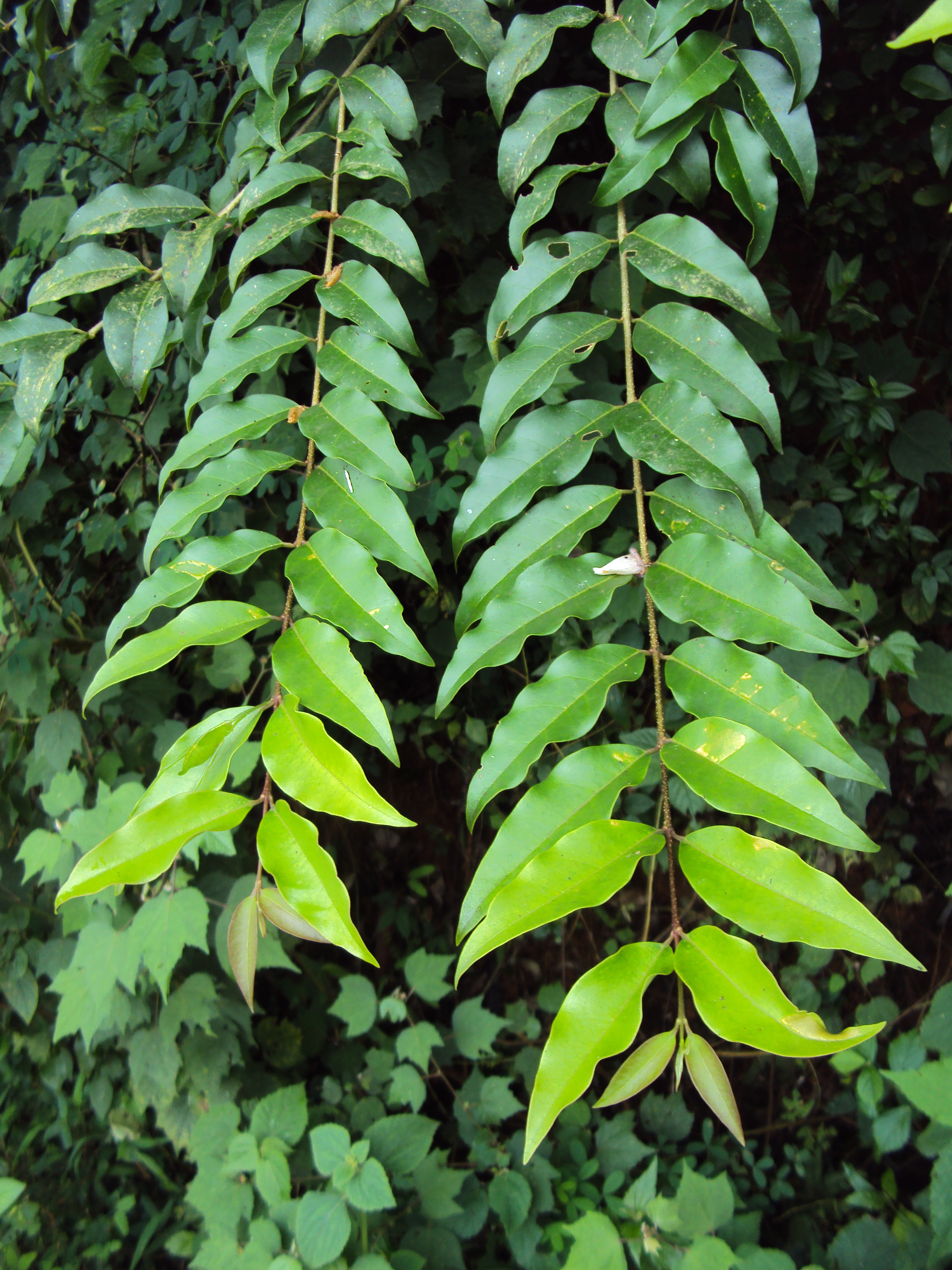
Rameaux feuillés.

### Appareil reproducteur
Les inflorescences sont terminales et en groupes. Les fleurs sont très petites avec un calice dentée avec deux étamines. Le fruit de l'arbuste est une baie ellipsoïde, bleu-violet à pleine maturité, longue de 7 à 10 mm et large de 4 à 5 mm,,.

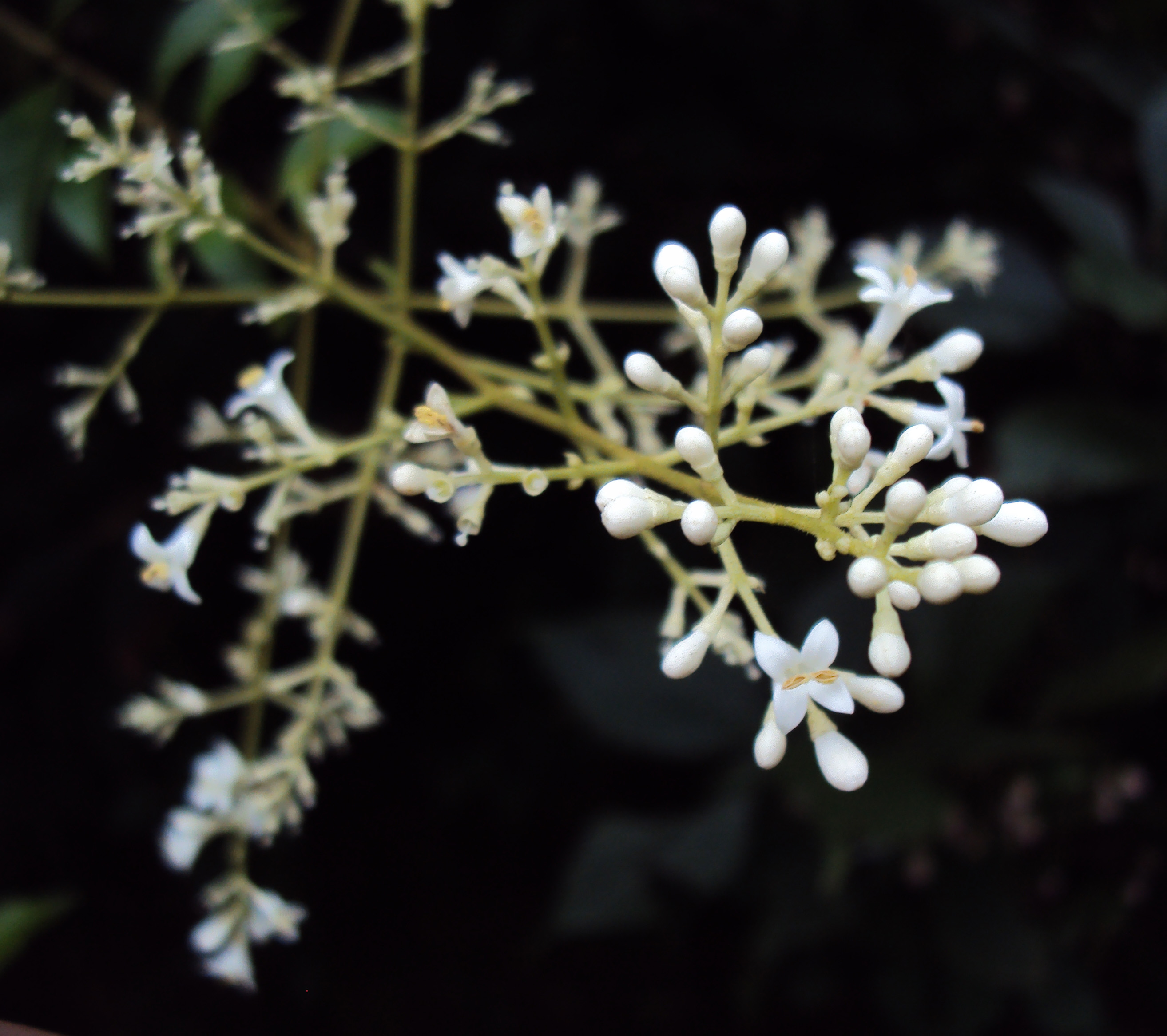
Inflorescence.
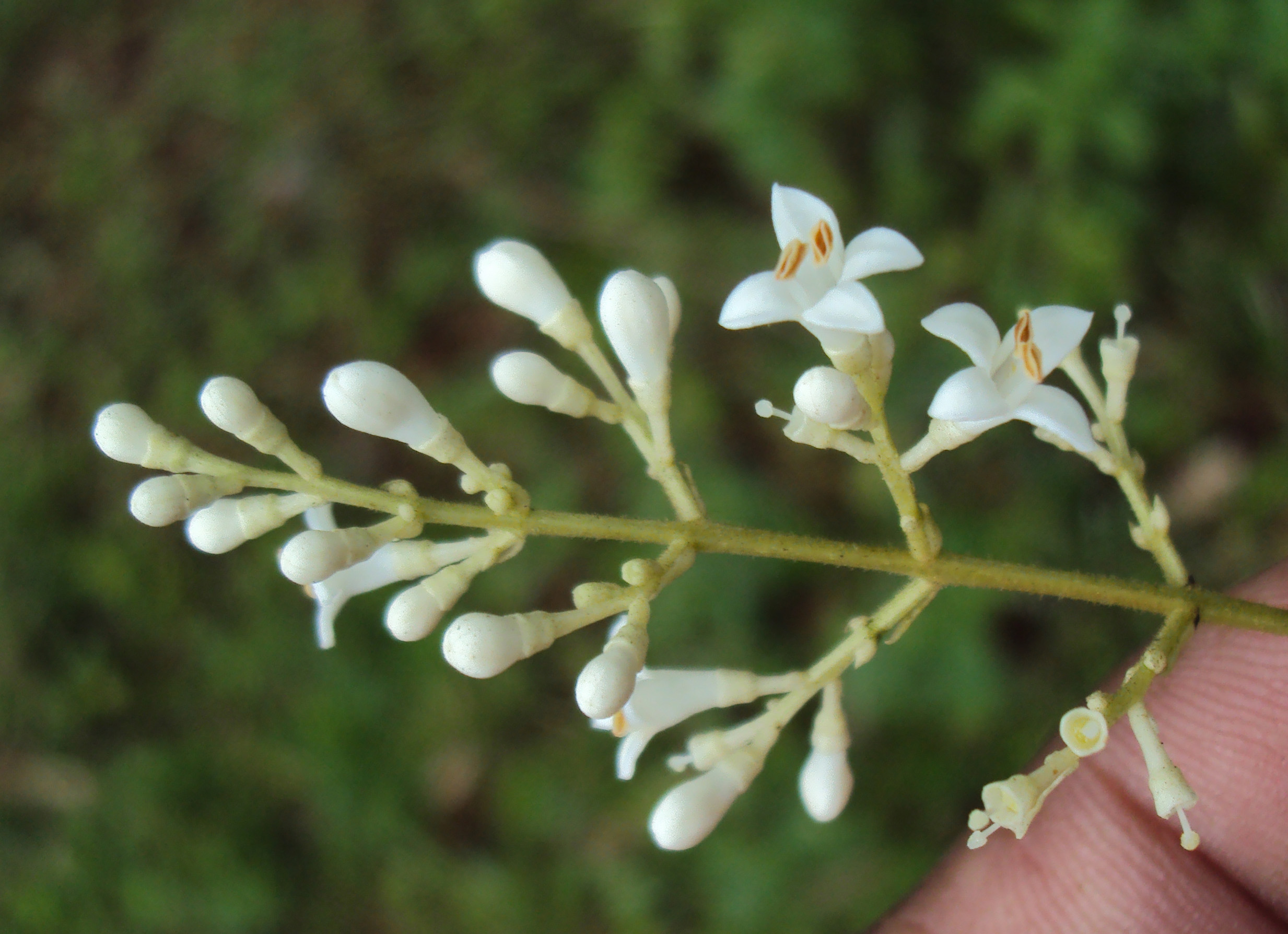
Fleurs.

## Écologie
L’oiseau Bulbul (Pycnonotus jocosus) aide à la dispersion de la plante en se nourrissant de ses fruits, ce qui dissémine les graines.

## Habitat et distribution
Ligustrum robustum est originaire d'Asie du Sud et du Sud-Est (Sri Lanka, Inde, Bangladesh, Birmanie, Cambodge, Thaïlande, Laos, Vietnam) mais s'est naturalisé dans d'autres pays. Il a été introduit à l'Île Maurice à la fin du XIXe siècle et à La Réunion dans les années 1950, où il est devenu une espèce envahissante majeure.
A Maurice, cette plante préfère les plaines du haut de l’île de la région de Curepipe.

## Espèce envahissante
Ligustrum robustum figure parmi les « cent pires espèces envahissantes du monde ». Il est devenu envahissant à Maurice (Lorence et Sussman, 1988) et dans d’autres îles des Mascareignes, depuis longtemps.

### Mesures d'éradication

#### Méthodes biologiques
Un papillon (Epiplema albida) et deux coléoptères (Dermorhytis ornatissima et Dermorhytis lewisi) sont testés pour des programmes de lutte biologique à La Réunion mais n'ont pas encore été relâchés. Les autres lépidoptères qui se nourrissent de cette plante sont Brahmaea wallichii, Pangrapta grisangula et Dolbina inexacta.

#### Méthodes chimiques
Pour la lutte chimique, on utilise des herbicides, le glyphosate et le metsulfuron (en) .

## Toxicité
Cette plante est apparemment mortelle pour les chevaux qui l'ingèrent.